# Tierra de Vitigudino
La Tierra de Vitigudino, també coneguda como Campo de Vitigudino, és una comarca de la província de Salamanca (Castella i Lleó). Els seus límits no es corresponen amb una divisió administrativa, sinó amb una denominació històric-tradicional. Comprèn 35 municipis: Cipérez, El Cubo de Don Sancho, Espadaña, Moronta, Peralejos de Abajo, Peralejos de Arriba, Pozos de Hinojo, Villar de Peralonso, Villares de Yeltes, Villarmuerto, Vitigudino i Yecla de Yeltes, als quals alguns autors afegin Almendra, Ahigal de Villarino, Barceo, Barruecopardo, Brincones, Cabeza del Caballo, Cerezal de Peñahorcada, El Manzano, El Milano, Encinasola, Guadramiro, Iruelos, La Peña, La Vídola, La Zarza de Pumareda, Puertas, Saldeana, Sanchón de la Ribera, Trabanca, Valderrodrigo, Valsalabroso, Villar de Samaniego i Villasbuenas, que pertanyen a la comarca de La Ramajería.